# Anthodioctes salvatoris
Anthodioctes salvatoris är en biart som beskrevs av Urban 1999. Anthodioctes salvatoris ingår i släktet Anthodioctes och familjen buksamlarbin. Inga underarter finns listade i Catalogue of Life.